# Combretum iliairii
Combretum iliairii är en tvåhjärtbladig växtart som beskrevs av Adolf Engler. Combretum iliairii ingår i släktet Combretum och familjen Combretaceae. Inga underarter finns listade i Catalogue of Life.